# Hans Christian Heg
Hans Christian Heg (21 de dezembro de 1829 – 20 de setembro de 1863) foi um jornalista norueguês, ativista anti-escravidão, político e soldado, mais conhecido por liderar o 15o Regimento de Voluntários Escandinavos em Wisconsin do lado da União na Guerra Civil Americana. Ele morreu dos ferimentos que recebeu na Batalha de Chickamauga.

## Contexto
Heg nasceu em Haugestad, na comunidade de Lierbyen, em Lier, Buskerud, Noruega, em 21 de dezembro de 1829. Ele era o mais velho dos quatro filhos de um estalajadeiro. Seu pai, Even Hansen Heg (1790–1850), mudou sua família para a América em 1840, estabelecendo-se no assentamento de Muskego em Wisconsin. Hans Heg tinha onze anos quando sua família chegou a Muskego. Ele logo ganhou uma reputação de ser um garoto talentoso.
Aos vinte anos, atraído pela descoberta de ouro no Vale do Sacramento, ele e três amigos se juntaram ao exército dos "Quarenta e Niners". Ele passou os dois anos seguintes em busca de ouro na Califórnia. Com a morte de seu pai, ele retornou à área de Muskego em 1851. Ele se casou com Gunhild Einong, filha de um imigrante norueguês.
Heg tornou-se um jovem político em ascensão que considerava a escravidão abominável. Ele se tornou um membro ardente do Partido do Solo Livre. Heg era major na 4ª Milícia de Wisconsin e atuou como Comissário da Prisão Estadual de Wisconsin. Ele foi o primeiro candidato nascido na Noruega eleito em todo o estado em Wisconsin.
Ele logo se juntou ao recém-formado Partido Republicano. Ele era um ativista antiescravagista e líder dos Wide Awakes de Wisconsin, uma milícia que combatia apanhadorores de escravos. Durante esse período, ele protegeu Sherman Booth, que foi feito um fugitivo federal depois de incitar uma multidão a resgatar Joshua Glover, um escravo que escapou.
Em 1859, Heg foi eleito comissário da prisão estadual em Waupun e serviu lá por dois anos. Heg liderou muitas reformas na prisão, acreditando que as prisões deveriam ser usadas para "recuperar os errantes e salvar os perdidos".

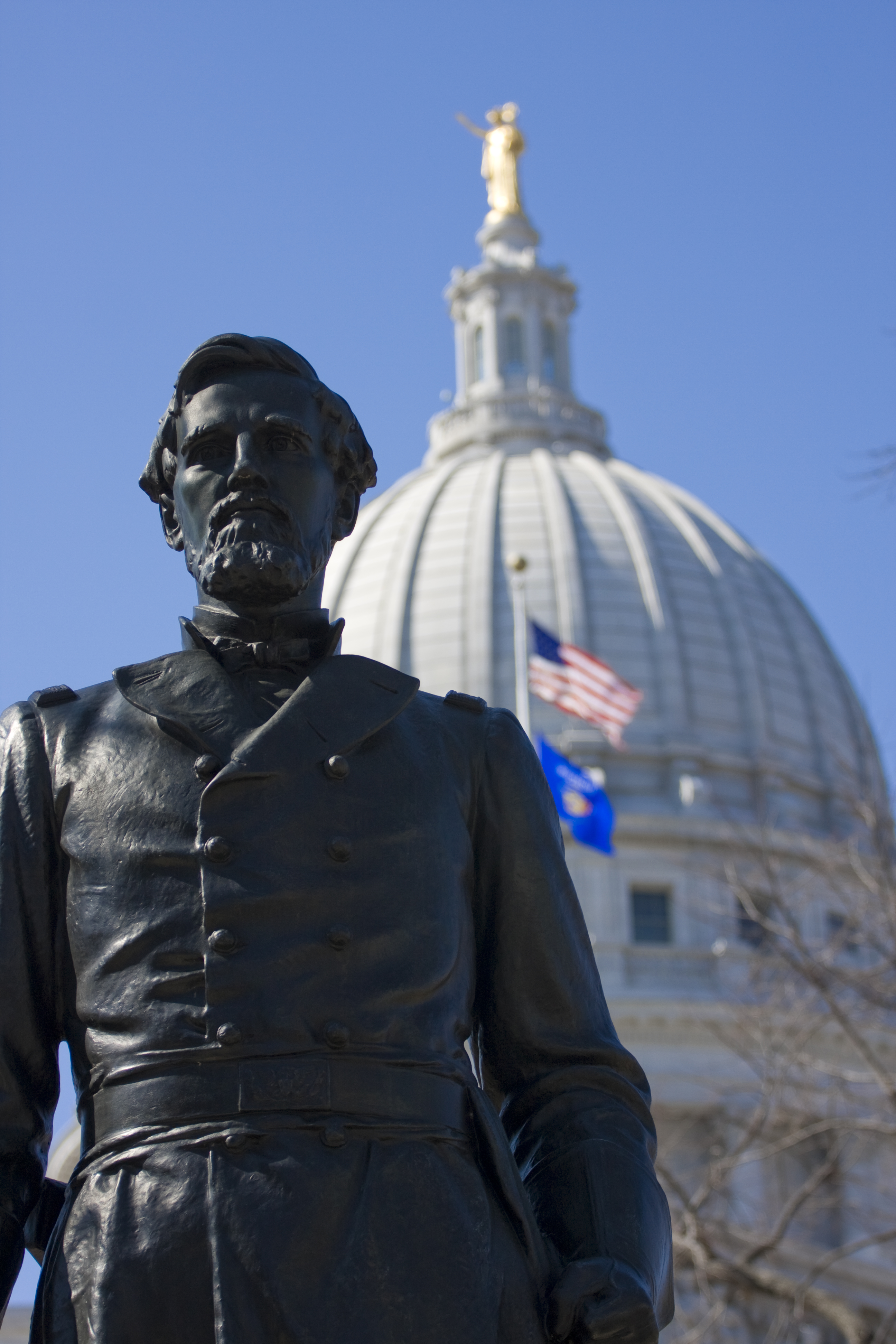
Estátua do coronel Hans Christian Heg, Capitólio do estado de Wisconsin, Madison. Durante os protestos em junho de 2020, a estátua foi derrubada, decapitada e jogada no lago Monona por vândalos.

## Serviço militar
Com o início da Guerra Civil, Heg foi nomeado pelo governador Alexander Randall como coronel do 15º Regimento de Voluntários de Wisconsin. Apelando a todos os jovens "nórdicos", disse ele, "o governo de nosso país adotado está em perigo. É nosso dever como cidadãos corajosos e inteligentes estender nossas mãos em defesa da causa de nosso país e de nossos lares." O 15º Wisconsin foi chamado de Regimento Escandinavo, porque seus soldados eram quase todos imigrantes da Noruega, com alguns da Dinamarca e Suécia. Era o único regimento totalmente escandinavo do exército da União. Em 8 de outubro de 1862, o coronel Heg liderou seu regimento em sua primeira ação na Batalha de Perryville. Apesar de estar sob fogo e sendo levado de volta várias milhas pelo inimigo, o 15º Wisconsin sofreu poucas baixas e nenhuma morte. No entanto, um dos feridos foi o coronel Heg, que foi ferido quando seu cavalo caiu.
Heg comandou o regimento durante a Batalha de Stones River. Em resposta à sua conduta em Stones River, Maj. Gen. William Rosecrans colocou Heg no comando da recém formada 3ª Brigada da 1ª Divisão, XX Corps, Exército de Cumberland, em 1º de maio de 1863.
Em 19 de setembro de 1863, Heg liderou sua brigada na Batalha de Chickamauga, onde foi mortalmente ferido. Heg "foi atingido pelas entranhas e morreu no dia seguinte". Ao ouvir a morte de Heg, Rosecrans se arrependeu, dizendo que pretendia promover Heg ao general de brigada. Heg foi um dos três coronéis do Wisconsin morto em combate durante a Guerra Civil.
Heg foi enterrado no cemitério da Igreja Luterana da Noruega, perto de Wind Lake, Wisconsin.

## Legado
- Uma estátua de Hans Christian Heg de Paul Fjelde foi instalada na abordagem da King Street ao Capitólio do Estado em Madison, Wisconsin, em 1925. Em 23 de junho de 2020, manifestantes indignados com a prisão de um membro do movimento Black Lives Matter ("Vidas Negras Importam") usaram um veículo de reboque para puxar a estátua para baixo. Foi então vandalizada e jogado no lago Monona. A estátua Forward, projetada por Jean Pond Miner Coburn, foi derrubada no mesmo dia.[12][13] Ambas as estátuas foram posteriormente recuperadas pelas autoridades.
- Há uma estátua de Hans Christian Heg na cidade de Wind Lake, Wisconsin.[14]
- Uma réplica dessas estátuas fica no local de nascimento de Heg em Haugestad, na comunidade de Lierbyen, em Lier, na Noruega. Foi um presente dos norueguês-americanos para o povo da Noruega. A inauguração desta estátua ocorreu no dia de verão, 25 de junho de 1925.
- O Heg Memorial Park em Racine County é nomeado em sua homenagem.[15]
- O Heg Memorial Park Museum, que contém objetos de decoração Heg, está localizado na Heg Park Road, em Wind Lake, Wisconsin.[16]
- Sua casa original fica a uma curta distância do Heg Memorial Park.
- Outra casa de propriedade de Hans Christian Heg foi localizada no local atual da Biblioteca Pública de Waterford, Wisconsin.
- Há um memorial para Hans Christian Heg no Parque Militar Nacional Chickamauga e Chattanooga.[17][18]